# Iduna similis
Iduna similis là một loài chim trong họ Acrocephalidae.